# Prêmio IMPA-SBM de Jornalismo
O Prêmio IMPA-SBM de Jornalismo é uma distinção instituída conjuntamente pelo IMPA e pela SBM com o objetivo de estimular a publicação de reportagens jornalísticas sobre Matemática, Ciência e Tecnologia.

## Categorias e Prêmios
O Prêmio IMPA-SBM é concedido em duas categorias:
1. Matemática
2. Divulgação Científica

Em cada categoria são premiados no máximo 5 participantes conforme a seguinte classificação:
1. Vencedor: 10 mil  reais + diploma
2. Segundo colocado: 3 mil reais + diploma
3. Terceiro colocado: 2 mil reais + diploma
4. Menção honrosa: diploma

## Ganhadores

### Categoria Matemática
A tabela abaixo relaciona os vencedores da categoria Matemática.
| Edição    | Ano  | Classificação  | Autor                                                                               | Veículo                        | Reportagem |
| --------- | ---- | -------------- | ----------------------------------------------------------------------------------- | ------------------------------ | --- |
| 1ª Edição | 2018 | 1º Colocado    | Maria Clara Vieira e Isabela Izidro                                                 | Veja                           | Esta turma só pensa naquilo                                                                                   |
| 1ª Edição | 2018 | 2º Colocado    | Paulo Saldaña                                                                       | Folha de S.Paulo               | Filhos ganham 1 ano quando os pais conhecem matemática                                                        |
| 1ª Edição | 2018 | 3º Colocado    | Denise Casatti                                                                      | Jornal da USP                  | A matemática está em tudo                                                                                     |
| 1ª Edição | 2018 | Menção Honrosa | Paula Martini                                                                       | CBN                            | Desafios da Matemática                                                                                        |
| 1ª Edição | 2018 | Menção Honrosa | Paulo Saldaña e Érica Fraca                                                         | Folha de S. Paulo              | Matemática engatinha nas escolas de elite dos país                                                            |
| 2ª Edição | 2019 | 1º Colocado    | Gabriel Alves                                                                       | Folha de S.Paulo               | Série A Matemática explica                                                                                    |
| 2ª Edição | 2019 | 2º Colocado    | Ana Carolina Moreno e Vanessa Fajardo                                               | G1                             | Estudo encontra 999 beneficiários do Bolsa Família que conquistaram 1.288 medalhas em olimpíada de matemática |
| 2ª Edição | 2019 | 3º Colocado    | Jussara Santa Rosa, Neyara Pinheiro, Walter Júnior, Fernando Cardoso e Osiel Pontes | TV Clube, afiliada da TV Globo | A Matemática multiplica sonhos no Piauí                                                                       |
| 2ª Edição | 2019 | Menção Honrosa | Gabriel Alves                                                                       | Folha de S. Paulo              | Matemática ajuda médicos a prever risco de morte em cirurgia cardíaca                                         |
| 2ª Edição | 2019 | Menção Honrosa | Fernando Tadeu Moraes                                                               | Piauí                          | Um engenheiro e suas obras imateriais                                                                         |
| 3ª Edição | 2020 | 1º Colocado    | Bruno Almeida Vaiano                                                                | Revista Superinteressante      | A Matemática foi descoberta ou inventada?                                                                     |
| 3ª Edição | 2020 | 2º Colocado    | Murilo Nascimento Salviano Gomes e Mônica Reolom                                    | Fantástico/TV Globo            | Medalhistas da Olimpíada de Matemática temem futuro dos estudos com corte da bolsa                            |
| 3ª Edição | 2020 | 3º Colocado    | Gabriel Alves                                                                       | Folha de S.Paulo               | Abordagem faz desempenho em matemática de escola estadual decolar                                             |
| 3ª Edição | 2020 | Menção Honrosa | Rodrigo Menegat                                                                     | O Estado de S.Paulo            | Como a matemática pode ajudar a entender (e combater) epidemias                                               |
| 3ª Edição | 2020 | Menção Honrosa | Elton Alisson de Moura                                                              | Agência FAPESP                 | Sistema usa inteligência artificial para prever ocorrências de crimes em áreas urbanas                        |